# Bella Vista (Maldonado)
Bella Vista ist eine Ortschaft im Departamento Maldonado in Uruguay.

## Geographie
Sie befindet sich auf dem Gebiet des Departamento Maldonado in dessen Sektor 5. Der Río-de-la-Plata-Küstenort Bella Vista liegt nahe der Grenze zu Canelones und nimmt einen rund drei Kilometer langem Küstenabschnitt ein. Eingefasst wird der Ort westlich vom Badeort Solís, durch den er vom mündenden Arroyo de las Espinas (Arroyo Espinas) getrennt ist, und östlich von Las Flores. Die östliche Ortsgrenze bildet der Arroyo Las Flores. Nächstgelegene Orte im Hinterland sind Cerros Azules und Estación Las Flores.

## Geschichte
Das Gebiet, auf dem sich der heutige Ort befindet, wurde ursprünglich Jorge Aznares, einem Unternehmer und Betreiber der Firma Rausa, angekauft. Erste Siedler Bella Vistas waren 1930 Arbeiter dieses Unternehmens. Es folgte die Errichtung des Gasthauses La Boja, das nunmehr das Zentrum des Ortes darstellte. In der Umgebung entstanden in der Folge Ferienhäuser und Bella Vista wurde somit zum Badeort.

## Infrastruktur
Bella Vista, an dessen Ortseingang sich eine große rote Boje mit dem Aufdruck Bienvenidos a Bella Vista befindet, liegt an der Ruta 10, die an der Küste gleichzeitig die Rambla bildet. Der Ort ist touristisch und von luxuriösen Anwesen geprägt. Am sandigen Badestrand sind an den beiden Mündungsabschnitten des Arroyo Espinas und des Arroyo Las Flores jeweils seitens der Intendencia von Maldonado ausgewiesene, gesonderte Hundestrände vorhanden.

## Einwohner
Bella Vista hatte 2011 141 Einwohner, davon 69 männliche und 72 weibliche.
| Jahr | Einwohner |
| ---- | --------- |
| 1963 | 79        |
| 1975 | 102       |
| 1985 | 112       |
| 1996 | 141       |
| 2004 | 145       |
| 2011 | 141       |

Quelle: Instituto Nacional de Estadística de Uruguay